# Sacanana
Sacanana est une petite localité d'Argentine, située en Patagonie dans la province de Chubut. Elle se trouve dans le département de Gastre, au nord de la province, sur la route provinciale RP 4, une cinquantaine de kilomètres au sud-est de Gastre, et plus ou moins 35 km à l'ouest de Gan Gan.